# 愛の風
「愛の風」（あいのかぜ）は、1986年5月22日に発売されたチューリップの通算31枚目のシングル。

## 解説
アルバム『Jack is a boy』と同時発売され、同アルバム内に収録されている。ファンハウスから発売した最後のシングルである。
前シングルに続いて、フジテレビ系『夜のヒットスタジオDELUXE』に生出演した（スタジオからの生演奏で、鈴川真樹を含めた5人で出演）。
「この頃はシングルへの意欲がなく、無理やり作った」と財津は後年回想している。

## 曲目
全作詞・作曲：財津和夫 編曲：チューリップ
1. 愛の風
2. まるで愛のように
  - 「テルモ」のイメージソングに使用されたため、前年のアルバム『I Like Party』からシングルカットされた。アルバム収録と同じバージョンであるが、CMで放映されたものとは若干異なるバージョンである。

## タイアップ
| # | 曲名                 | タイアップ                                  | 出典  |
| - | -------------------- | ------------------------------------------- | ----- |
| 1 | 「愛の風」           | YTV-NTV系朝の連続ドラマ『花いちばん』主題歌 | [ 1 ] |
| 2 | 「まるで愛のように」 | 「テルモ」イメージソング                    |       |

## 参加ミュージシャン

### チューリップ
- Keyboards & Vocals：財津和夫
- Bass & Vocals：宮城伸一郎
- Drums & Vocals：松本淳
- Keyboards & Vocals：丹野義昭